# Turó de la Punta de Garbí
El Turó de la Punta de Garbí és una muntanya de 421 metres que es troba entre els municipis de Calella i de Pineda de Mar, a la comarca del Maresme.